# Mårten Tammiharju
Mårten Ami Tammiharju, född 24 november 1977 i Bro, Upplands-Bro kommun, Stockholms län, är en svensk brottsling, dömd för bland annat grovt rån, och medlem i det kriminella nätverket Fucked For Life (FFL). Han rymde den 6 augusti 2004 från Norrtäljeanstalten tillsammans med Peter Bottany och Tony Palmroth. Han greps efter några dygn strax utanför Huskvarna. Efter avtjänat straff blev Tammiharju på nytt häktad, detta efter att ha gripits vid en polisinsats i Mjölby den 4 augusti 2008.